# Chiến dịch Paula
Lỗi Lua trong Mô_đun:Location_map tại dòng 495: Không có giá trị kinh độ.
Chiến dịch Paula (tiếng Đức: Unternehmen Paula) là mật danh của người Đức đặt cho một chiến dịch tấn công của Không quân Đức Quốc xã (Luftwaffe) thời Chiến tranh thế giới thứ hai, nhằm tiêu diệt các đơn vị còn lại của Không quân Pháp (Armée de l'Air – gọi tắt là ALA) trong Trận chiến nước Pháp vào năm 1940. Trong ngày 10 tháng 5 năm 1940, các lực lượng vũ trang Đức Quốc xã (Wehrmacht) đã khởi đầu cuộc tấn công vào các nước Tây Âu. Đến ngày 3 tháng 6, Lực lượng Viễn chinh Anh đã rút chạy từ Dunkerque và lục địa châu Âu trong Chiến dịch Dynamo, Hà Lan và Bỉ đã đầu hàng và phần lớn các đội hình của quân đội Pháp bị giải thể hoặc tiêu diệt. Để hoàn thành việc đánh bại Pháp, người Đức đã phát động giai đoạn thứ hai của Chiến dịch nước Pháp, theo Fall Rot (Kế hoạch Đỏ), để chinh phạt các vùng đất còn lại. Để làm được điều đó, quân Đức cần phải có ưu thế về không quân. Vì vậy, lực lượng Không quân Đức được lệnh tiêu diệt không quân của đối phương, trong khi vẫn hỗ trợ cho Lục quân Đức.
Nhằm thực hiện Chiến dịch Paula, phía Đức đã huy động 5 Quân đoàn Không quân để tấn công, bao gồm 1.100 phi cơ. Chiến dịch được khơi mào vào ngày 3 tháng 6 năm 1940. Tuy nhiên, tình báo Anh trước đó đã cảnh báo người Pháp về nguy cơ tấn công từ quân Đức và chiến dịch đã thất bại trong việc gặt hái các kết quả chiến lược mà Bộ Chỉ huy tối cao Không quân Đức (tiếng Đức: Oberkommando der Luftwaffe). May mắn cho Không quân Đức, tình thế tuyệt vọng của các lực lượng trên bộ và trên không của Pháp trong giai đoạn này đồng nghĩ với việc thất bại của Chiến dịch Paula không thể ngăn ngừa sự thua trận của nước Pháp.
Sau Chiến dịch Paula, Không quân Đức vẫn tiếp tục thực hiện các cuộc dội bom vào Pháp, trong khi quân đội Pháp triệt thoái về hướng nam và hướng tây. Quân Pháp tan rã chỉ 22 ngày sau chiến dịch, vào ngày 25 tháng 6 nước Pháp đầu hàng Đức Quốc xã.

### Chú giải
1. ↑  Mackay 2003, p. 62.
2. ↑  Chant 1987, p. 10.
3. ↑  Weal, John, trang 35
4. ↑  Hooton 2007, pp. 85–86.